# Dicranomyia (Dicranomyia) chorea
Dicranomyia (Dicranomyia) chorea is een tweevleugelige uit de familie steltmuggen (Limoniidae). De soort komt voor in het Palearctisch en Nearctisch gebied.